# Johan Berendes den äldre
Johan Berendes, död 1612, var en svensk ämbetsman, stamfader för ätten Berendes. 
Berendes inflyttade 1554 till Sverige och blev lärare för Gustav Vasas yngsta söner Magnus och Karl. Han adlades 1574 och blev sedan ståthållare på Revals slott och lantråd i Estland.